# حوزه انتخابیه چهارم کالیفرنیا
حوزه انتخابیه چهارم کالیفرنیا یک حوزه انتخابیه مجلس نمایندگان آمریکا است که در ایالت کالیفرنیا قرار دارد.